# Kvalifikace na Mistrovství Evropy ve fotbale 1992 – skupina 5

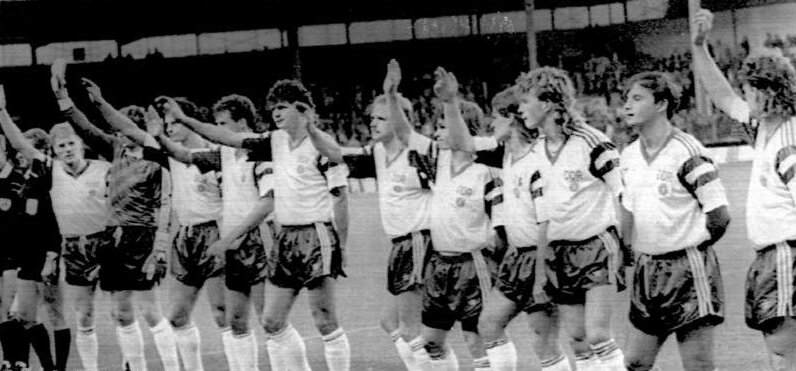
Východoněmecká fot. reprezentace hraje poslední utkání, proti Belgii (v 5. skupině dále bylo Lucembursko a Západní Německo). Kvalifikační zápas NDR vs. Belgie byl vzhledem k blížícímu se sjednocení s NSR nakonec odehrán pouze symbolicky, jako přátelský.

Zápasy 5. kvalifikační skupiny na Mistrovství Evropy ve fotbale 1992 se konaly v období od 17. října 1990 do 18. prosince 1991. Ze čtyř účastníků si postup na závěrečný turnaj zajistil pouze vítěz skupiny. Do této kvalifikační skupiny byly původně nalosovány oba německé státy - NDR i NSR, vzhledem k sjednocení země však do soutěže vstoupil jeden německý tým.

## Tabulka
| Tým         | B  | Z | V | R | P | VG | IG |
| ----------- | -- | - | - | - | - | -- | -- |
| Německo     | 10 | 6 | 5 | 0 | 1 | 13 | 4  |
| Wales       | 9  | 6 | 4 | 1 | 1 | 8  | 6  |
| Belgie      | 5  | 6 | 2 | 1 | 3 | 7  | 6  |
| Lucembursko | 0  | 6 | 0 | 0 | 6 | 2  | 14 |

## Zápasy
| 17. října 1990 19:30 UTC         |        |              |                                                                      |
| Wales                            | 3 – 1  | Belgie       | Arms Park, Cardiff diváci: 12,000 rozhodčí: Kurt Röthlisberger (SUI) |
| Rush 29' Saunders 86' Hughes 88' | Report | Versavel 24' | Arms Park, Cardiff diváci: 12,000 rozhodčí: Kurt Röthlisberger (SUI) |

| 31. října 1990 20:15 SEČ |        |                                   |                                                                             |
| Lucembursko              | 2 – 3  | Německo                           | Stade Municipal, Lucemburk diváci: 9,500 rozhodčí: Kim Milton Nielsen (DEN) |
| Girres 57' Langers 65'   | Report | Klinsmann 16' Bein 30' Völler 49' | Stade Municipal, Lucemburk diváci: 9,500 rozhodčí: Kim Milton Nielsen (DEN) |

| 14. listopadu 1990 20:00 SEČ |        |          |                                                                      |
| Lucembursko                  | 0 – 1  | Wales    | Stade Municipal, Lucemburk diváci: 7,000 rozhodčí: Jiří Ulrich (TCH) |
|                              | Report | Rush 15' | Stade Municipal, Lucemburk diváci: 7,000 rozhodčí: Jiří Ulrich (TCH) |

| 27. února 1991 20:00 SEČ               |        |             |                                                                                        |
| Belgie                                 | 3 – 0  | Lucembursko | Constant Vanden Stock Stadium, Anderlecht diváci: 24,500 rozhodčí: Loizos Loizou (CYP) |
| Vandenbergh 7' Ceulemans 16' Scifo 35' | Report |             | Constant Vanden Stock Stadium, Anderlecht diváci: 24,500 rozhodčí: Loizos Loizou (CYP) |

| 27. března 1991 20:00 SEČ |        |              |                                                                                                 |
| Belgie                    | 1 – 1  | Wales        | Constant Vanden Stock Stadium, Anderlecht diváci: 27,500 rozhodčí: Emilio Soriano Aladrén (ESP) |
| Degryse 48'               | Report | Saunders 60' | Constant Vanden Stock Stadium, Anderlecht diváci: 27,500 rozhodčí: Emilio Soriano Aladrén (ESP) |

| 1. května 1991 18:15 SELČ |        |        |                                                                             |
| Německo                   | 1 – 0  | Belgie | Niedersachsenstadion, Hanover diváci: 56,000 rozhodčí: Zoran Petrović (YUG) |
| Matthäus 3'               | Report |        | Niedersachsenstadion, Hanover diváci: 56,000 rozhodčí: Zoran Petrović (YUG) |

| 5. června 1991 19:15 UTC |        |         |                                                               |
| Wales                    | 1 – 0  | Německo | Arms Park, Cardiff diváci: 38,000 rozhodčí: Bo Karlsson (SWE) |
| Rush 66'                 | Report |         | Arms Park, Cardiff diváci: 38,000 rozhodčí: Bo Karlsson (SWE) |

| 11. září 1991 20:00 SELČ |        |                       |                                                                      |
| Lucembursko              | 0 – 2  | Belgie                | Stade Municipal, Lucemburk diváci: 7,000 rozhodčí: Rémi Harrel (FRA) |
|                          | Report | Scifo 25' Degryse 49' | Stade Municipal, Lucemburk diváci: 7,000 rozhodčí: Rémi Harrel (FRA) |

| 16. října 1991 20:15 SEČ                  |        |                  |                                                                       |
| Německo                                   | 4 – 1  | Wales            | Frankenstadion, Nuremberg diváci: 46,000 rozhodčí: Joël Quiniou (FRA) |
| Möller 34' Völler 39' Riedle 45' Doll 73' | Report | Bodin 84' (pen.) | Frankenstadion, Nuremberg diváci: 46,000 rozhodčí: Joël Quiniou (FRA) |

| 13. listopadu 1991 19:30 GMT |        |             |                                                               |
| Wales                        | 1 – 0  | Lucembursko | Arms Park, Cardiff diváci: 20,000 rozhodčí: Sándor Puhl (HUN) |
| Bodin 82' (pen.)             | Report |             | Arms Park, Cardiff diváci: 20,000 rozhodčí: Sándor Puhl (HUN) |

| 20. listopadu 1991 20:00 SEČ |        |            |                                                                                        |
| Belgie                       | 0 – 1  | Německo    | Constant Vanden Stock Stadium, Anderlecht diváci: 26,000 rozhodčí: Tullio Lanese (ITA) |
|                              | Report | Völler 16' | Constant Vanden Stock Stadium, Anderlecht diváci: 26,000 rozhodčí: Tullio Lanese (ITA) |

| 18. prosince 1991 20:15 SEČ                            |        |             |                                                                                         |
| Německo                                                | 4 – 0  | Lucembursko | Ulrich Haberland Stadion, Leverkusen diváci: 24,500 rozhodčí: Zbigniew Przesmycki (POL) |
| Matthäus 15' (pen.) Buchwald 44' Riedle 51' Häßler 62' | Report |             | Ulrich Haberland Stadion, Leverkusen diváci: 24,500 rozhodčí: Zbigniew Przesmycki (POL) |